# Японский катран
Японский катран (лат. Squalus japonicus) — вид рода колючих акул семейства катрановых акул отряда катранообразных. Обитает в северо-западной части Тихого океана. Встречается на глубине до 300 м. Максимальный зарегистрированный размер 91 см. Размножается яйцеживорождением. Не является объектом коммерческого промысла.

## Таксономия
Впервые научно вид описан в 1908 году. Ранее он часто считался синонимом Squalus mitsukurii или Squalus fernandinus, однако в 1979 году был окончательно признан отдельным видом. Длиннорылые формы катрановых акул, обитающие у берегов Филиппин, ранее считавшиеся японскими катранами, недавно были идентифицированы как самостоятельный вид Squalus nasutus.

## Ареал
Японские катраны обитают в северо-западной части Тихого океана у побережья Японии (Хонсю, Кюсю, Сикоку), Корейского полуострова, Тайваня и Китая. Эти акулы встречаются на внешней границе континентального и островного шельфа и в верхней части материкового склона у дна на глубине от 150 до 300 м.

## Описание
Максимальный зарегистрированный размер составляет 91 см. Тело удлинённое, стройное. Рыло длинное, заострённое, с широким основанием и тонким кончиком. Расстояние от кончика рыла до рта в 1,5—1,9 раза больше ширины рта. Расстояние от кончика рыла до глаз в 2 раза превышает длину глаза. Глаза расположены ближе к первым жаберным щелям, чем к кончику рыла. Вторичная лопасть назальных кожных складок маленькая. Овальные глаза вытянуты по горизонтали. Позади глаз имеются брызгальца. У основания спинных плавников расположены длинные шипы. Первый спинной плавник крупнее второго,Грудные плавники широкие, серповидные, каудальный край слегка вогнут, кончики закруглены. Основание брюшных плавников расположено между первым и вторым спинными плавниками. Анальный плавник отсутствует. Хвостовой плавник асимметричный, выемка у края более длинной верхней лопасти отсутствует. На хвостовом стебле имеется ярко выраженная прекаудальная выемка. Окраска серо-коричневого цвета без отметин. Брюхо светлее.

## Биология
Эти акулы размножаются яйцеживорождением. Самцы и самки достигают половой зрелости при длине 50—70 и 56—80 см соответственно. Самки становятся половозрелыми в возрасте 7—9 лет, а самцы — около 5 лет. Продолжительность жизни самцов и самок оценивается в 12 и 15 лет соответственно. Численность помёта напрямую зависит от размеров матери и составляет от 2 до 8 новорожденных длиной 23—24 см. Продолжительность беременности 11—12 месяцев. В целом японские катраны, обитающие у берегов Нагасаки крупнее и более плодовиты (5,9 новорожденных) по сравнению с акулами из вод Кюсю.

## Взаимодействие с человеком
Японские катраны не являются объектом целевого промысла. В качестве прилова попадают в коммерческие донные ярусы и тралы. Данных для оценки Международным союзом охраны природы статуса сохранности вида недостаточно.